# View Park-Windsor Hills
View Park-Windsor Hills statisztikai település az USA Kalifornia államában, Los Angeles megyében. Lakosainak száma 11 419 fő (2020. április 1.).

## Népesség
| Lakosok száma | 11 769 | 10 958 | 11 075 | 11 419 |
|               | 1990   | 2000   | 2010   | 2020   |